# Albert Neuhuys
Johannes Albert Neuhuys (Utrecht, 10 de juny de 1844 - Locarno (Suïssa), 6 de febrer de 1914), fou un dels pintors més coneguts de l'Escola de la Haia i un dels millors representants primerencs del moviment.

## Biografia
Neuhuys va anar a l'Escola Municipal de Dibuix d'Utrecht en el període 1858-1860 i després va treballar per al litògraf Van de Weyer a Utrecht, qui va fer fallida dos anys després. A partir d'aquest moment, Neuhuys es va dedicar completament a dibuixar i pintar. De 1868 a 1872, va prendre classes a l'Acadèmia d'Anvers, on va ser sostinguit per una beca reial. Allà hi va pintar interiors, i s'especialitzà en la brillantor de la roba de seda, seguint l'exemple de l'artista del segle xvii Pieter de Hooch.
El 1872, Neuhuys es va traslladar a Amsterdam, on hi va conèixer Jozef Israëls, Anton Mauve i els germans Jacob Maris i Matthijs Maris. El 1876, es va traslladar a La Haia. Igual que d'altres pintors de l'Escola de la Haia, la seva manera detallada de pintar canvià a un moviment molt més flexible. El seu ús del color també es va inspirar en Jacob Maris i les seves aquarel·les i es va fer conegut per la seva transparència brillant i l'ús de la llum.
L'augment de la urbanització al voltant de la Haia va obligar els pintors de l'Escola de la Haia a mirar més enllà per als seus temes pictòrics. Israëls convencé Neuhuys de com era de pintoresc Laren, i va començar a treballar allà, on hi va comprar una casa. Dos anys més tard, Anton Mauve també s'hi va mudar, i juntament amb ell, Neuhuys va ser considerat com el fundador de l'Escola de Laren. Va pintar als agricultors i teixidors a casa seva i va llogar un taller de lli en el qual va dibuixar i pintar els filadors.
El 1885, es va traslladar a Hilversum, entre 1900-1910 va viure a Amsterdam, on era conegut per molts pel seu colorit treball del Laren interior i rural. Es va traslladar a Zuric el 1910, però va continuar visitant Laren a la primavera i la tardor. Va morir el 6 de febrer de 1914, a Orselina, prop de Locarno i va ser enterrat a la Haia.